# Bầu cử tổng thống Đài Loan 2016
Cuộc bầu cử tổng thống Đài Loan được tổ chức vào ngày 16 tháng 1 năm 2016. Ứng cử viên Đảng Dân chủ Tiến bộ (DPP) Thái Anh Văn cùng với người bạn tranh cử độc lập là Trần Kiến Nhân đã giành chiến thắng trước Chu Lập Luân của Trung Quốc Quốc dân Đảng (KMT) và Tống Sở Du của Đảng Thân Dân (PFP). Thái Anh Văn đã trở thành nữ tổng thống đầu tiên của Đài Loan cũng như trên thế giới nói tiếng Hoa.
Là ứng cử viên tổng thống lần thứ hai, Thái Anh Văn đã giành được đề cử của DPP mà không bị phản đối ngay từ tháng 2 năm 2015, trong khi đó ứng cử viên KMT Hung Hsiu-chu, người đã giành được đề cử của Đảng vào tháng 7 năm 2015, đã xếp sau bà Thái với hai con số. Được cảnh báo trước lập trường thân Bắc Kinh được cho là của Hung Hsui-chu, Quốc dân Đảng đã tổ chức một đại hội Đảng đặc biệt để vô hiệu hóa ứng cử viên của Hung Hsui-chu trong lúc gây tranh cãi và thay thế bà ấy bằng Chủ tịch Đảng Chu Lập Luân, chưa đầy một trăm ngày trước cuộc tổng tuyển cử. Tuy nhiên, Chu Lập Luân không khá hơn nhiều so với bà Hung trong các cuộc thăm dò và gần như chắc chắn rằng bà Thái sẽ giành chiến thắng vài tuần trước cuộc bầu cử. Chính trị gia kỳ cựu James Soong cũng tuyên bố chiến dịch tranh cử tổng thống lần thứ tư, khiến cuộc bầu cử trở thành cuộc tranh cử tay ba.
Khoảng 12 triệu cử tri, chiếm 66% tổng số cử tri đã đăng ký, đã bỏ phiếu; đây là tỷ lệ cử tri đi bỏ phiếu thấp nhất kể từ khi Đài Loan bắt đầu bầu cử trực tiếp lần đầu tiên vào năm 1996. Bà Thái đã giành được 6,89 triệu phiếu bầu, dẫn trước Chu với 3,81 triệu phiếu bầu. Chênh lệch phiếu bầu này trở thành tỷ lệ chiến thắng cao thứ hai kể từ cuộc bầu cử tổng thống trực tiếp đầu tiên vào năm 1996. Bà Thái cũng giành chiến thắng với 56,1%, tỷ lệ phiếu bầu lớn thứ hai mà một ứng cử viên tổng thống nhận được sau ông Mã Anh Cửu trong cuộc bầu cử năm 2008. Đây là lần thứ hai Đảng Dân chủ Tiến Bộ giành chiến thắng cho chiếc ghế tổng thống kể từ chiến thắng của Trần Thủy Biển vào năm 2000. DPP cũng đã giành chiến thắng trong cuộc bầu cử Lập pháp viện được tổ chức cùng ngày, đảm bảo đa số DPP trong cơ quan lập pháp.

## Bối cảnh

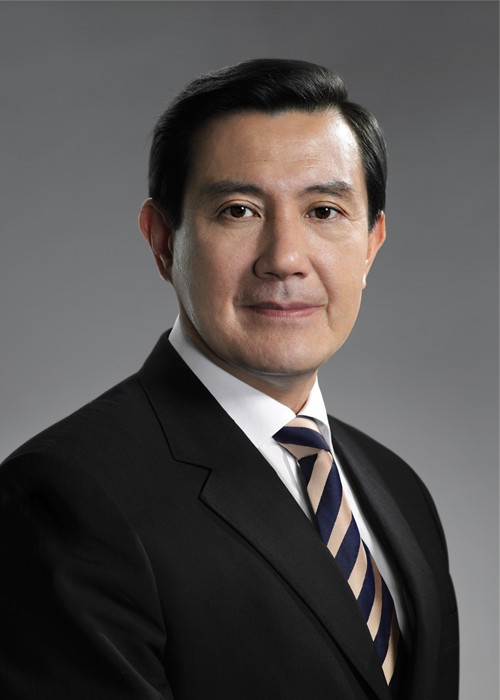
Tổng thống Mã Anh Cửu.

Các ứng cử viên tổng thống và người tranh cử phó tổng thống sẽ được bầu trên cùng một lá phiếu. Do giới hạn hai nhiệm kỳ theo hiến pháp nên tổng thống đương nhiệm là Mã Anh Cửu của Trung Quốc Quốc dân Đảng sẽ không đủ điều kiện để tiếp tục tranh cử. Đây là cuộc bầu cử Tổng thống thứ 14 của Trung Hoa Dân Quốc kể từ Hiến pháp năm 1947 và là cuộc bầu cử trực tiếp thứ 6 của công dân Đài Loan, vốn trước đó đã được bầu cử gián tiếp bởi Quốc hội trước năm 1996.
Mã Anh Cửu của Trung Quốc Quốc dân Đảng đã được bầu vào nhiệm kỳ thứ hai sau khi đánh bại Thái Anh Văn của Đảng Dân chủ Tiến bộ trong cuộc bầu cử tổng thống năm 2012 với gần 6 triệu phiếu bầu. Tuy nhiên, nhiệm kỳ tổng thống của Mã đã bị lu mờ bởi các cuộc biểu tình của sinh viên như Phong trào sinh viên Hoa Hướng Dương vào năm 2014 chống lại Hiệp định Thương mại Dịch vụ xuyên eo biển (CSSTA), trong đó 500 nghìn người biểu tình đã được huy động và Viện Lập pháp lần đầu tiên trong lịch sử bị người biểu tình chiếm đóng.
Trung Quốc Quốc dân Đảng cầm quyền đã phải chịu một thất bại lịch sử trong cuộc bầu cử thành phố tiếp theo vào tháng 11 năm 2014, trong đó Trung Quốc Quốc dân Đảng đã mất 9 trong số 15 chức thị trưởng mà họ đã nắm giữ trước đó. Các phong trào chống chính phủ khác như Đội quân áo trắng, một cuộc biểu tình quần chúng sau cái chết của lính nghĩa vụ Hung Chung-chiu và cả cuộc biểu tình ở cao trung Edition, cũng làm mất uy tín của chính phủ Mã.

## Kết quả
| Ứng cử viên                  | Ứng cử viên                  | Bạn đồng hành                | Đảng                         | Phiếu bầu  | %      |
| ---------------------------- | ---------------------------- | ---------------------------- | ---------------------------- | ---------- | ------ |
|                              | Thái Anh Văn                 | Chen Chien-jen               | Đảng Dân chủ Tiến bộ         | 6.894.744  | 56.12  |
|                              | Chu Lập Luân                 | Wang Ju-hsuan                | Trung Quốc Quốc dân Đảng     | 3.813.365  | 31.04  |
|                              | Tống Sở Du                   | Hsu Hsin-ying                | Đảng Thân Dân                | 1.576.861  | 12.84  |
| Tổng cộng                    | Tổng cộng                    | Tổng cộng                    | Tổng cộng                    | 12.284.970 | 100.00 |
|                              |                              |                              |                              |            |        |
| Phiếu bầu hợp lệ             | Phiếu bầu hợp lệ             | Phiếu bầu hợp lệ             | Phiếu bầu hợp lệ             | 12.284.970 | 98.69  |
| Phiếu bầu không hợp lệ/trống | Phiếu bầu không hợp lệ/trống | Phiếu bầu không hợp lệ/trống | Phiếu bầu không hợp lệ/trống | 163.332    | 1.31   |
| Tổng cộng phiếu bầu          | Tổng cộng phiếu bầu          | Tổng cộng phiếu bầu          | Tổng cộng phiếu bầu          | 12.448.302 | 100.00 |
| Cử tri phiếu bầu đã đăng ký  | Cử tri phiếu bầu đã đăng ký  | Cử tri phiếu bầu đã đăng ký  | Cử tri phiếu bầu đã đăng ký  | 18.782.991 | 66.27  |
| Nguồn: CEC                   |                              |                              |                              |            |        |

| Phân khu       | Thái Anh Văn Chen Chien-jen | Thái Anh Văn Chen Chien-jen | Chu Lập Luân Wang Ju-hsuan | Chu Lập Luân Wang Ju-hsuan | Tống Sở Du Hsu Hsin-ying | Tống Sở Du Hsu Hsin-ying | Phân khu | Tổng cộng  | Phiếu bầu  | Tỉ lệ đi bầu |
| Phân khu       | Phiếu bầu                   | %                           | Phiếu bầu                  | %                          | Phiếu bầu                | %                        | Phân khu | Tổng cộng  | Phiếu bầu  | Tỉ lệ đi bầu |
| -------------- | --------------------------- | --------------------------- | -------------------------- | -------------------------- | ------------------------ | ------------------------ | -------- | ---------- | ---------- | ------------ |
| Tổng cộng      | 6,894,744                   | 56.12                       | 3,813,365                  | 31.04                      | 1,576,861                | 12.84                    | 163,332  | 12,448,302 | 18,782,991 | 66.27%       |
| Tân Bắc        | 1,165,888                   | 54.79                       | 709,374                    | 33.34                      | 252,486                  | 11.87                    | 26,481   | 2,154,229  | 3,204,367  | 67.23%       |
| Đài Bắc        | 757,383                     | 51.96                       | 546,491                    | 37.49                      | 153,804                  | 10.55                    | 22,540   | 1,480,218  | 2,175,986  | 68.03%       |
| Đào Viên       | 547,573                     | 51.03                       | 369,013                    | 34.39                      | 156,518                  | 14.59                    | 11,898   | 1,085,002  | 1,627,598  | 66.66%       |
| Đài Trung      | 793,281                     | 55.01                       | 430,005                    | 29.82                      | 218,810                  | 15.17                    | 19,800   | 1,461,896  | 2,138,519  | 68.36%       |
| Đài Nam        | 670,608                     | 67.52                       | 219,196                    | 22.07                      | 103,432                  | 10.41                    | 12,457   | 1,005,693  | 1,528,246  | 65.81%       |
| Cao Hùng       | 955,168                     | 63.39                       | 391,823                    | 26.00                      | 159,765                  | 10.60                    | 18,117   | 1,524,873  | 2,254,324  | 67.64%       |
| Nghi Lan       | 144,798                     | 62.06                       | 59,216                     | 25.38                      | 29,288                   | 12.55                    | 3,188    | 236,490    | 369,211    | 64.05%       |
| Tân Trúc       | 114,023                     | 42.52                       | 94,603                     | 35.28                      | 59,510                   | 22.19                    | 3,803    | 271,939    | 412,731    | 65.89%       |
| Miêu Lật       | 130,461                     | 45.45                       | 107,779                    | 37.55                      | 48,788                   | 17.00                    | 3,652    | 290,680    | 448,520    | 64.81%       |
| Chương Hóa     | 378,736                     | 56.47                       | 193,117                    | 28.80                      | 98,807                   | 14.73                    | 10,921   | 681,581    | 1,022,962  | 66.63%       |
| Nam Đầu        | 136,104                     | 52.23                       | 83,604                     | 32.08                      | 40,868                   | 15.68                    | 3,649    | 264,225    | 415,122    | 63.65%       |
| Vân Lâm        | 218,842                     | 63.41                       | 86,047                     | 24.93                      | 40,236                   | 11.66                    | 4,997    | 350,122    | 566,207    | 61.84%       |
| Gia Nghĩa      | 182,913                     | 65.37                       | 65,425                     | 23.38                      | 31,469                   | 11.25                    | 4,295    | 284,102    | 430,885    | 65.93%       |
| Bình Đông      | 285,297                     | 63.49                       | 121,291                    | 26.99                      | 42,768                   | 9.52                     | 5,595    | 454,951    | 689,170    | 66.01%       |
| Đài Đông       | 37,517                      | 38.41                       | 43,581                     | 44.62                      | 16,565                   | 16.96                    | 1,208    | 98,871     | 179,547    | 55.07%       |
| Hoa Liên       | 57,198                      | 36.94                       | 73,894                     | 47.72                      | 23,751                   | 15.34                    | 2,342    | 157,185    | 267,862    | 58.68%       |
| Bành Hồ        | 21,658                      | 50.81                       | 12,564                     | 29.48                      | 8,401                    | 19.71                    | 643      | 43,266     | 84,222     | 51.37%       |
| Cơ Long        | 93,402                      | 48.22                       | 68,357                     | 35.29                      | 31,955                   | 16.50                    | 2,432    | 196,146    | 306,548    | 63.99%       |
| Tân Trúc       | 113,386                     | 51.22                       | 71,771                     | 32.42                      | 36,198                   | 16.35                    | 3,138    | 224,493    | 328,580    | 68.32%       |
| Gia Nghĩa      | 83,143                      | 59.86                       | 38,822                     | 27.95                      | 16,926                   | 12.19                    | 1,492    | 140,383    | 210,758    | 66.61%       |
| Kim Môn        | 6,626                       | 18.00                       | 24,327                     | 66.10                      | 5,852                    | 15.90                    | 599      | 37,404     | 111,386    | 33.58%       |
| Quần đảo Mã Tổ | 739                         | 16.54                       | 3,065                      | 68.60                      | 664                      | 14.86                    | 85       | 4,553      | 10,240     | 44.46%       |

### Maps
|  |  |  |
|  |  |  |